# Mangiennes
Mangiennes é uma comuna francesa na região administrativa de Grande Leste, no departamento de Meuse. Estende-se por uma área de 18,32 km². Em 2010 a comuna tinha 404 habitantes (densidade: 22,1 hab./km²).